# Metlatónoc
Metlatónoc é uma localidade do estado de Guerrero, no México.